# Факультет фінансів та обліку Західноукраїнського національного університету
Факультет фінансів та обліку є невід'ємною та найбільшою складовою ЗУНУ, що забезпечує навчально-виховний процес. Сьогодні на факультеті здобувають освіту 1370 студенти з усіх куточків України. І це закономірно, оскільки всі спеціальності факультету зорієнтовані на підготовку фахівців у сферах державних та місцевих фінансів, фінансового менеджменту та страхування, фіскального адміністрування та митної справи, банківської справи, обліку та аудиту тощо.
Базою факультету фінансів та обліку ЗУНУ є навчально-лабораторний корпус № 11, що знаходиться за адресою: 46004, м. Тернопіль, вул. Львівська, 11а, корпус 11.

## Історія
Факультет фінансів та обліку має багатолітні традиції та є одним із найбільших структурних підрозділів університету, заснований у 1971 р. згідно з наказом міністра вищої і середньої спеціальної освіти № 5 від 5 січня 1971 р. на базі Тернопільського фінансово-економічного інституту. З 1992 до 1994 року фінансово-економічний факультет реорганізовано у фінансовий.
У 1976 р. за наказом Міністерства вищої і середньої спеціальної освіти УРСР розпочато підготовку фахівців для установ держстрахування. Зросла кількість студентів: якщо в 1972 р. на всіх 4-ох курсах денної форми навчалося 585 студентів спеціальності «фінанси і кредит», то в 1974 р. — 718, 1976 р. — 790 осіб. Вищі показники характеризували заочну форму навчання, відповідно навчалися у 1972 р. — 869 студентів, 1974 р. — 926 у 1976 р. — 951. У 1978 р. відбулися зміни у структурі факультету. На підставі наказу Мінвузу УРСР ректор ТФЕІ, доктор економічних наук, професор П. Д. Гуменюк видав наказ № 137-к від 5.06.1978 р. «Про відкриття кредитно-економічного факультету і часткові зміни в робочому учбовому плані». З 1992 до 1994 року фінансово-економічний факультет було реорганізовано у фінансовий факультет. Відповідно до постанови Кабінету Міністрів України № 592 від 29 серпня 1994 р. «Про вдосконалення вищих навчальних закладів» на базі ТІНГ створено Тернопільську академію народного господарства. З 1998/1999 н. р. згідно з Положенням про освітньо-кваліфікаційні рівні (ступеневу освіту) здійснювалася підготовка фахівців за освітньо-кваліфікаційними рівнями бакалавр, спеціаліст і магістр за спеціальностями «Фінанси» (спеціалізації — «Державні фінанси», «Казначейська справа»). Завдяки міжнародним зв'язкам створено кілька структурних підрозділів ТАНГ. 1 жовтня 1998 р. разом із Познанською економічною академією (Польща) в структурі інституту фінансів створено Українсько-польський факультет фінансів і страхування (наказ № 263 від 30.09.1998 р.). Відповідно до наказу № 449 від 29 серпня 2005 р. «Про зміну структури університету, умови продовження трудових відносин і навчання в ньому» у зв'язку із утворенням Тернопільського державного економічного університету на базі інституту фінансів із 1 вересня 2005 р. було створено факультет фінансів.
|  |  |  |  |  |

## Сучасність
Нині до складу факультету входять 6 випускових кафедр: кафедра фінансів ім. С. І. Юрія (завідувач, д-р. екон. наук, професор О. П. Кириленко), податків та фіскальної політики (завідувач, канд. екон. наук, доцент А. І. Луцик), кафедра фінансового менеджменту та страхування (завідувач, д-р екон.наук, професор О. В. Кнейслер), кафедра банківського бізнесу (завідувач, д-р екон.наук, професор О. В. Дзюблюк), кафедра фінансового контролю та аудиту (завідувач, д-р екон.наук, професор М. Р. Лучко), а також кафедра обліку і оподаткування (в.о. завідувача, канд. екон.наук, доцент Н. В. Починок).
До навчального процесу та науково-дослідної роботи залучено 11 докторів та 61 кандидата наук.

Викладачі та студенти ФФ під час посвяти в першокурсники

Після завершення навчання на факультеті фінансів та обліку випускники можуть обіймати такі посади: керівника фірми; фінансиста та економіста; фінансового менеджера та фінансового директора; фінансового аналітика і консультанта; фахівця з біржових операцій; фахівця-організатора торгівлі на ринку цінних паперів; брокера; дилера; маклера; андерайтера; актуарія; менеджера з продажу страхових продуктів; фахівця зі страхового маркетингу; соціального інспектора; інспектора з призначення та виплати пенсій; інспектора-ревізора; фахівця державної служби зайнятості; спеціаліста з прийому та виплати державних соціальних допомог (субсидій, компенсацій); менеджера у сфері соціального забезпечення; керуючого (директора, керівника) комерційного банку; головного економіста (касира, ревізора) банку; менеджера (управителя) із грошового та фінансового посередництва (фінансового лізингу, надання кредитів; аналітика з інвестицій та кредитування); бухгалтера; податкового інспектора, аудитора; митного інспектора; митного брокера; податкового консультанта; фахівця із державних закупівель; менеджера із обслуговування клієнтів; провідного спеціаліста в ОТГ; начальника фінансових відділів; аспіранти та викладачі у закладах вищої освіти, спеціаліста науково-дослідних та експертно-аналітичних установ.
Перелік професій, за якими випускники зможуть працювати, завершивши навчання: у системі органів державного управління (Міністерство фінансів України, Міністерство соціальної політики України, Міністерство розвитку економіки, торгівлі та сільського господарства України, Державна податкова служба України, Державна митна служба України, Національний банк України, Державна казначейська служба України, Державна аудиторська служба України, Рахункова палата України, Національна комісія з цінних паперів та фондового ринку, Національна комісія, що здійснює державне регулювання в сфері ринків фінансових послуг); у об'єднаних територіальних громадах; національних та міжнародних компаніях, що здійснюють зовнішньоекономічну діяльність; фінансових, страхових, трастових та трейдингових компаніях; банках; кредитних спілках; ломбардах; інвестиційних фондах і компаніях; бізнес-структурах (бухгалтера, бізнес-аналітики, внутрішні аудитори); незалежних експертних організаціях (аудиторські фірми, інститут економічної експертизи); митно-брокерських конторах; підприємницьких структурах (промисловості, торгівлі, будівництва, готельно-туристичного бізнесу, житлово-комунального господарства, побутового обслуговування, громадського харчування, транспорту, сфери інформаційно-консалтингових послуг); продовжити наукову та викладацьку кар'єру у закладах вищої освіти, науково-дослідних та експертно-аналітичних установах.

Студенти ФФО з ректором ТНЕУ під час забігу «Університетська миля 2017»

Факультет забезпечує підготовку фахівців за освітнім ступенем «Бакалавр» наступних спеціальностей :
072 «Фінанси, банківська справа та страхування»
Освітні програми: фінанси; митна справа; податкова справа; банківська справа; фінансовий менеджмент
071 « Облік і оподаткування»
Освітні програми: аудит і аналіз бізнесу; облік і оподаткування діяльності суб'єктів господарювання;
232 «Соціальне забезпечення»
Освітня програма: Соціальне забезпечення
Факультет забезпечує підготовку фахівців за освітнім ступенем «Магістр» наступних спеціальностей:
072 «Фінанси, банківська справа та страхування»
Освітні програми: фінанси; митна справа; фіскальне адміністрування; банківська справа; банківський менеджмент; фінансовий менеджмент; публічні фінанси (освітньо-наукова програма)
232 «Соціальне забезпечення»
Освітня програма: Соціальне забезпечення
015 «Професійна освіта»
Фінансова грамотність
071 « Облік і оподаткування»
Освітні програми: аудит та державний фінансовий контроль; облік і оподаткування підприємництва; облік і контроль в державному секторі економіки; міжнародний облік (освітньо-наукова програма).
Поєднання навчання і практики дає можливість запроваджувати гнучкість у системі підготовки фахівців і забезпечити їхню адаптацію до швидкозмінних вимог національного та міжнародного ринків праці.
Сучасна матеріально-технічна база факультету дає змогу інтенсифікувати навчальний процес шляхом впровадження інноваційних методик навчання, широкого застосування інформаційно-комп'ютерних технологій.

Команда ФФ — учасник квесту «Ніч в університеті»

Факультет фінансів та обліку реалізує міжнародну співпрацю із зарубіжними партнерами: Вищою школою економіки менеджменту та державного управління у Братиславі (Словаччина);
Технічним університетом в Кошицях (Словаччина);
Економічним університетом в Братиславі (Словаччина);
Ягеллонським університетом у Кракові (Республіка Польща);
Люблінським католицьким університетом ім. Івана Павла ІІ (Польща);
Краківським економічним університетом (Польща);
Економічною академією м. Познань (Польща);
Свіштовською господарською академією (Болгарія);
Щецинським університетом, м. Щецин (Польща);
Лодзьким Університетом (Польща);
Познанським економічним університетом (Польща).

## Кадровий склад
- Андрій Ярославович Кізима — декан факультету фінансів, кандидат економічних наук, доцент кафедри податків та фіскальної політики;
- Оксана Василівна Квасниця — заступник декана факультету фінансів, кандидат економічних наук, доцент кафедри фінансів ім. С.Юрія;
- Володимир Ігорович Дмитрів — заступник декана факультету фінансів, кандидат економічних наук, доцент кафедри податків та фіскальної політики.

Декани
- Володимир Павлович Вихрущ — 1971—1972,
- Микола Микитович Кватира — 1972—1973,
- Роман Теодорович Гром'як — 1973—1974,
- Роман Іванович Тиркало — 1974—1978,
- Владислав Григорович Нікітаєв — 1978—1980,
- Леонід Петрович Вахромеєв — 1980—1983рр,
- Юрій Максимович Карбовський — 1983—1986,
- Сергій Ілліч Юрій — 1986—2002,
- Йосип Миронович Бескид — 2002—2009,
- Ігор Степанович Гуцал — 2009—2014,
- Андрія Ярославович Кізима — 3 2014 року — донині.

|  |

## Вчена рада факультету
Склад вченої ради факультету фінансів ЗУНУ (2020/2021 навчальний рік):
1.	КІЗИМА Андрій Ярославович – к.е.н., доц., декан факультету фінансів та обліку, голова вченої ради факультету фінансів та обліку
2.	ТУЛАЙ Оксана Іванівна – д.е.н., проф., професор кафедри фінансів ім. С. І. Юрія, заступник голови вченої ради факультету фінансів та обліку
3.	ЛОБОДІНА Зоряна Миколаївна – д.е.н., проф., професор кафедри фінансів ім. С. І. Юрія, секретар вченої ради факультету фінансів та обліку
4.	КВАСНИЦЯ Оксана Василівна – к.е.н., доцент кафедри фінансів ім. С. І. Юрія, заступник декана факультету фінансів та обліку
5.	ДМИТРІВ Володимир Ігорович – к.е.н., доц., доцент кафедри податків та фіскальної політики, заступник декана факультету фінансів та обліку
6.	КИРИЛЕНКО Ольга  Павлівна – д.е.н., проф., завідувач  кафедри фінансів ім. С. І. Юрія
7.	КНЕЙСЛЕР Ольга Володимирівна – д.е.н., проф., завідувач кафедри фінансового менеджменту та страхування
8.	ДЗЮБЛЮК Олександр Валерійович – д.е.н., проф.,  завідувач кафедри банківського бізнесу
9.	ЛУЦИК Анатолій Ігорович – к.е.н., доц., завідувач кафедри податків та фіскальної політики
10.	ЛУЧКО Михайло Романович – д.е.н., проф., завідувач кафедри фінансового контролю та аудиту
11.	ПОЧИНОК Наталія Володимирівна – к.е.н., доц., в.о. завідувача кафедри обліку і оподаткування
12.	ДЕМ’ЯНИШИН Василь Григорович  – д.е.н., проф., професор кафедри фінансів ім. С. І. Юрія
13.	КІЗИМА Тетяна Олексіївна – д.е.н., проф., професор кафедри фінансів ім. С. І. Юрія
14.	ХОРУНЖАК Надія Михайлівна – д.е.н., проф., професор кафедри обліку і оподаткування
15.	ПАНАСЮК Валентина Миколаївна – д.е.н., проф., професор кафедри обліку і оподаткування
16.	ШЕСТЕРНЯК Марія Михайлівна – к.е.н., доцент кафедри фінансового контролю та аудиту, голова профбюро факультету фінансів та обліку
17.	ВАЛІГУРА  Володимир Андрійович – к.е.н., доц., доцент кафедри податків та фіскальної політики
18.	КУЦИК  Софія  Сергіївна – студентка 4-го курсу першого (бакалаврського) рівня вищої освіти, голова профбюро студентів факультету фінансів та обліку
19.	БУТЕНКО Вікторія Олегівна – студентка 4-го курсу першого (бакалаврського) рівня вищої освіти, голова студентського самоврядування факультету фінансів та обліку

## Підрозділи

### Кафедра податків та фіскальної політики[1]
Відповідно до рішення вченої ради Тернопільської академії народного господарства щодо систематизації та поліпшення викладання циклу фінансових дисциплін для студентів інституту фінансів, а також у зв'язку з виникненням об'єктивної потреби в підготовці високопрофесійних фахівців у сфері оподаткування, що володіють системою знань з теорії та практики оподаткування у 2001 р. було створено кафедру податків та фіскальної політики. Першим її очільником був доктор економічних наук, професор, заслужений діяч науки і техніки України, нині — ректор ЗУНУ, Крисоватий Андрій Ігорович.
З вересня 2014 р. і донині завідувачем кафедри є канд. екон. наук, доцент Анатолій Ігорович Луцик.
Нині професорсько-викладацький колектив кафедри налічує 22 науково-педагогічних працівників, у складі яких 4 доктори та 17 кандидатів економічних наук.

### Кафедра фінансів ім. С.І.Юрія[3]
Кафедра фінансів була заснована у вересні 1969 р. з метою навчально-методичного забезпечення підготовки економістів вищої кваліфікації зі спеціальності «Фінанси і кредит» та здійснення науково-дослідної роботи. На час створення кафедри її професорсько-викладацький колектив налічував 9 осіб, у тому числі 3 кандидати наук (О. Г. Пекун, В. П. Вихрущ, В. М. Гаглазов), та був сформований за рахунок запрошених молодих кандидатів економічних наук з вищих навчальних закладів Москви, Києва, Одеси, Ростова-на-Дону та фінансистів-практиків.
Із 2007 р. кафедру фінансів очолює Кириленко Ольга Павлівна — доктор економічних наук (спеціальність 08.04.01 — фінанси, грошовий обіг і кредит), професор, заслужений діяч науки і техніки України. Кафедра є провідною випусковою кафедрою факультету фінансів.
У 2015 р. кафедра перейменована на честь видатного українського науковця — доктора економічних наук, професора, заслуженого діяча науки і техніки України Юрія Сергія Ілліча, який був завідувачем кафедри фінансів (1994—2007 рр.), деканом факультету фінансів, ректором ТНЕУ.
У 2017 р. професорсько-викладацький склад кафедри налічує 23 особи, з яких 4 доктори наук, професори (О. П. Кириленко, В. Г. Дем'янишин, Т. О. Кізима, О. І. Тулай) та 19 кандидатів наук.

### Кафедра фінансового менеджменту та страхування[4]
У травні 1976 р. у ТФЕІ згідно з наказом Міністерства вищої і середньої освіти УРСР організовано підготовку економістів за спеціальністю 1734 «Фінанси і кредит» спеціалізацією «Державне страхування». Уже з вересня 1985 р. з метою подальшого підвищення якості підготовки фахівців, зміцнення зв'язків ВНЗ з виробництвом, удосконалення роботи з науково-педагогічними кадрами відповідно до наказу Міністерства вищої і середньої спеціальної освіти УРСР № 141 від 10 червня 1985 р. створено кафедру державного страхування і фінансів галузей народного господарства, яка у той час була однією із двох спеціалізованих кафедр в усьому СРСР.
У січні 2016 р. на посаду завідувача кафедри обрано д-ра екон. наук, проф. Ольгу Володимирівну Кнейслер.
Навчальний процес на кафедрі забезпечують 18 викладачів, у тому числі 4 д-ри екон. наук, професори — О. В. Кнейслер, І. С. Гуцал, Л. М. Алексеєнко, В. П. Лещук; і 14 кандидатів економічних наук, доцентів — Г. Й. Островська, М. В. Стецько, Я. М. Фаріон, О. Р. Квасовський, Н. І. Налукова, О. О. Луцишин, Г. М. Кулина, І. Ф. Стефанів, В. В. Костецький, Т. В. Письменна, В. І. Стоян, Н. П. Лубкей, П. М. Рендович, Н. Я. Спасів.
За період 2007—2015 рр. науковці кафедри захистили 2 докторські (у 2007 р. І. В. Зятковський; у 2013 р. О. В. Кнейслер) і 6 кандидатських (у 2010 р. В. В. Костецький; у 2011 р. Г. М. Лацик; у 2012 р. Т. В. Письменна, В. Д. Юхимчук; у 2013 р. П. М. Рендович; у 2015 р. Ю. Г. Журавель) дисертацій. Науковими керівниками були професори В. Г. Дем'янишин, І. С. Гуцал, Л. М. Алексеєнко.

### Кафедра обліку і оподаткування
Колектив кафедри  обліку і оподаткування ЗУНУ здійснює підготовку фахівців за освітніми програмами підготовки:
-   Облік і оподаткування діяльності суб’єктів господарювання (бакалавр);
-   Облік і контроль в державному секторі економіки(бакалавр);
-   Облік, оподаткування та правове забезпечення підприємництва (магістр);
-   Інформаційні технології обліку, оподаткування та контролю в державному секторі економки (магістр);
-   Міжнародний облік (другий (магістерський) рівень вищої освіти).
В.о завідувача кафедри є кандидат економічних наук, доцент Починок Наталія Володимирівна.

### Кафедра банківського бізнесу
Колектив кафедри банківського бізнесу ЗУНУ здійснює підготовку фахівців за такими освітніми програмами:
-         Банківська справа (бакалавр);
-         Банківська справа (магістр);
-         Банківський менеджмент (магістр);
Завідувач кафедри банківського бізнесу, доктор економічних наук, професор Дзюблюк Олександр Валерійович.

### Кафедра фінансового контролю та аудиту
Колектив кафедри фінансового контролю та аудиту ЗУНУ здійснює підготовку фахівців за такими освітніми програмами:
-       Економічна експертиза та аудит бізнесу;
-       Аудит і аналіз бізнесу.
Завідувач кафедри фінансового контролю та аудиту, доктор економічних наук, професор Лучко Михайло Романович.

## Відомі випускники
- А. І. Крисоватий — ректор Тернопільського національного економічного університету, доктор економічних наук, професор, академік Академії економічних наук України;
- С. І. Юрій — ректор ТНЕУ (2002—2012), доктор економічних наук, професор, заслужений діяч науки і техніки України, академік Академії економічних наук України;
- М. І. Сивульський — український політик, Народний депутат України 5-го та 6-го скликань, Голова Головного контрольно-ревізійного управління України (з 5 березня до 27 вересня 2005 та знову з 19 грудня 2007 до 29 грудня 2009), доктор економічних наук, професор, Академік Академії інженерних наук України;
- Й. М. Бескид — декан факультету фінансів (2002—2009), кандидат економічних наук;
- В. Я. Булавинець — проректор з питань соціально-економічного розвитку ТНЕУ;
- І. С. Гуцал — декан факультету фінансів (2009—2014), доктор економічних наук, професор кафедри фінансів суб'єктів господарювання і страхування;
- В. Г. Дем'янишин — доктор економічних наук, професор кафедри фінансів ім. С. І. Юрія;
- О. М. Десятнюк — директор ННІОТ ТНЕУ, доктор економічних наук, професор кафедри податків і фіскальної політики;
- О. П. Кириленко — доктор економічних наук, професор та завідувач кафедри фінансів ім. С. І. Юрія;
- А. Я. Кізима — декан факультету фінансів, кандидат економічних наук, доцент кафедри податків і фіскальної політики;
- Т. О. Кізима — доктор економічних наук, професор кафедри фінансів ім. С. І. Юрія;
- О. В. Кнейслер — доктор економічних наук, професор та завідувач кафедри фінансів суб'єктів господарювання та страхування;
- В. В. Козюк — член Ради Національного банку України, доктор економічних наук, професор та завідувач кафедри економічної теорії;
- О. С. Білоус — заслужений працівник освіти України, доктор економічних наук, професор та завідувач кафедри бухгалтерського обліку та аудиту ТНТУ ім. І.Пулюя;
- Л. М. Кіндрацька — доктор економічних наук, професор та завідувач кафедри обліку в кредитних і бюджетних установах та економічного аналізу КНЕУ;
- З. О. Луцишин — заступник директора науково-методичного центру організації навчального процесу доктор економічних наук, професор кафедри світового господарства і міжнародних економічних відносин Інституту міжнародних відносин КНУ ім. Т.Шевченка;
- І. Р. Волянський — керівник Міжнародної фінансової агропромислової корпорації «ЗАХІД-ІНВЕСТ-СЕРВІС»;
- О. Є. Грубіян — заступник голови Державної казначейської служби України;
- В. П. Дуда — перший заступник голови Державної казначейської служби України;
- В. Ф. Мартинюк — ректор ПВНЗ «Тернопільський комерційний інститут», кандидат економічних наук, Відмінник освіти України.
- В. Б. Антонов — Генеральний Почесний консул Литовської Республіки у Львові, кандидат економічних наук, голова Наглядової ради ПАТ «Концерну Галнафтогаз», голова Наглядової ради страхової компанії «Універсальна», президент «Універсальної інвестиційної групи»;
- Сергій Притула — телеведучий, шоумен, актор, волонтер;
- Роман Данилюк — майстер спорту міжнародного класу з кульової стрільби, бронзовий призер чемпіонату Європи;
- Д. Барановський — майстер спорту міжнародного класу з легкої атлетики, рекордсмен України з марафонського бігу, багаторазовий чемпіон України, учасник Олімпійських ігор в Афінах;
- А. Дробот — майстер спорту міжнародного класу з кульової стрільби, срібний призер Кубка світу.